# Cruciforme
En general, el término cruciforme se refiere a algo que tiene forma de cruz. Se aplica especialmente a la planta de muchas iglesias cristianas.

## Planta cruciforme

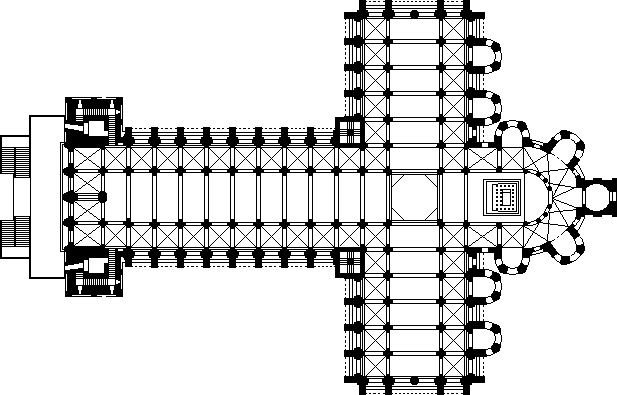
Planta original de la Catedral de Santiago de Compostela, con una típica planta cruciforme.

El modelo de planta es muy común en las iglesias  cristianas. Las iglesias construidas de acuerdo con este diseño se componen principalmente de dos naves cruzadas: la nave principal, normalmente más ancha y alta que el resto, que se sitúa en el centro y atraviesa la iglesia desde la puerta de entrada hasta el altar, y el transepto, perpendicular a la nave principal. El lugar donde ambas naves se cruzan se denomina crucero, y sobre él suele elevarse el cimborrio o tambor que sostiene la cúpula.
Si la nave principal y el transepto tienen la misma longitud y se cruzan en el punto medio, se habla de "planta de cruz griega"; si la nave principal es más larga que el transepto, y este se sitúa más cerca del altar que de la puerta de entrada, se trata de una "planta de cruz latina". En ambos casos, la iglesia queda dividida en los siguientes espacios:
- Un extremo, normalmente al este, que contiene el altar, el retablo y un conjunto de vidrieras muy elaboradas, a través de las cuales entra la luz del sol por la mañana.
- El extremo oeste, en el que suele estar la puerta de entrada, así como la pila bautismal.
- Dos naves laterales, en el transepto, que pueden contener capillas más pequeñas, o bien espacios útiles, como la sacristía, el órgano, etc.

## Espada cruciforme
La espada más comúnmente usada por los caballeros también tiene forma cruciforme, debido a la barra plana y perpendicular al filo, destinada a proteger la mano que la empuña. Por ello, la forma de la espada cuando se sostiene verticalmente es la de una cruz cristiana. Es posible que en su origen esta forma fuese favorecida por la Iglesia, como medio de recordar a los caballeros su lealtad religiosa. Sin embargo, también existen motivos prácticos, ya que esta empuñadura es útil para proteger la mano, así como en ciertos ataques que la utilizan para atrapar el filo del adversario y desarmarlo.

## Melodía cruciforme
En música, se denomina melodía cruciforme o motivo BACH al conjunto de cuatro notas compuesto por Si bemol, La, Do y Si natural. La secuencia se denomina BACH porque, siguiendo la notación clásica alemana, el Si bemol se representa por la letra B, La es una A, Do se corresponde con la C y Si con la H; por lo que al componerlo resulta dicho nombre. Esta melodía fue empleada por Johann Sebastian Bach, y posteriormente diversos compositores la adoptaron como homenaje al compositor alemán.

## Cola cruciforme
Algunos aviones utilizan un diseño de cola cruciforme, en la que el estabilizador horizontal se sitúa a media altura del vertical, creando así la figura de una cruz. Ejemplos de esta disposición son el F-9 Cougar o el F-10 Skyknight.